# Вольтерсхаузен
Вольтерсхаузен (нем. Woltershausen) — община в Германии, в земле Нижняя Саксония.
Входит в состав района Хильдесхайм. Подчиняется управлению Ламшпринге. Население составляет 854 человека (на 31 декабря 2010 года). Занимает площадь 16,38 км².
Община подразделяется на 4 сельских округа.
| Год  | Население |
| ---- | --------- |
| 1990 | 912       |
| 1995 | 940       |
| 2000 | 916       |
| 2005 | 942       |
| 2010 | 848       |